# 우익수

우익수(右翼手, right fielder)는 야구에서 외야수 중 오른쪽 필드를 수비하는 사람을 뜻한다. 외야수들 중에서 특히 강한 어깨를 요하는데, 이는 1사,무사 플라이볼 잔루에서 주자가 죽지 않고 언더베이스를 시도할 경우 팀배팅으로 밀어치는 우타자들이 보낸 타구가 우익수 근처로 가므로 즉각 송구할 수 있어야 하기 때문이다. 수비번호는 9번이다.

## 명예의 전당 우익수
- 행크 에런
- 로베르토 클레멘테
- 블라디미르 게레로
- 토니 그윈
- 레지 잭슨
- 알 칼라인
- 윌리 킬러
- 킹 켈리
- 폴 몰리터 (1981년 우익수로 활동)
- 멜 오트
- 베이브 루스
- 프랭크 로빈슨
- 샘 톰프슨
- 폴 워너
- 데이브 윈필드

## KBO 리그 역대 주요 우익수

### 골든 글러브 수상자
- 해태 타이거즈 김준환
- 한화 이글스 김종모 (4회)
- 삼성 라이온즈 장효조 (5회)
- 빙그레 이글스 고원부
- 삼성 라이온즈 양준혁 (3회)
- 넥센 히어로즈 송지만 (2회)
- 두산 베어스 심재학
- 삼성 라이온즈 박한이
- 현대 유니콘스 심정수 (3회)
- SK 와이번스, LG 트윈스 이진영
- 키움 히어로즈 이용규
- 티그레스 데 킨타나로오 카림 가르시아
- 롯데 자이언츠 손아섭 (4회)

### MVP(최우수 선수)
- 삼성 라이온즈 장효조
- kt 위즈 멜 로하스 주니어

### 최우수 신인상
- 삼성 라이온즈 최형우

## 같이 보기
- 러울링 골드글러브
- 외야수